# روبرت ريتش
روبرت ريتش (بالإنجليزية: Robert Rich)‏ هو موسيقي وملحن أمريكي، ولد في 23 أغسطس 1963 في مينلو بارك في الولايات المتحدة.

## وصلات خارجية
- الموقع الرسمي
- روبرت ريتش على موقع IMDb (الإنجليزية)
- روبرت ريتش على موقع ميوزك برينز (الإنجليزية)
- روبرت ريتش على موقع أول ميوزيك (الإنجليزية)
- روبرت ريتش على موقع ديسكوغز (الإنجليزية)